# Узбекистан на літніх Олімпійських іграх 2012
Узбекистан на літніх Олімпійських іграх 2012 представли 54 спортсмени в тринадцяти видах спорту.

## Нагороди
| Медаль | Спортсмен     | Вид спорту | Дисципліна         |
| ------ | ------------- | ---------- | ------------------ |
| Бронза | Рішод Собіров | Дзюдо      | Чоловіки, до 60 кг |
| Бронза | Аббос Атоєв   | Бокс       | Чоловіки, до 75 кг |
| Бронза | Сослан Тігієв | Боротьба   | Чоловіки, до 74 кг |